# نبرد واون

اعضای تیپ تُرک در دسامبر ۱۹۵۰ در تلاش برای جلوگیری از محاصره لشکر ۲ ایالات متحده در رودخانه چونگ‌چون در کره شمالی

نبرد واون (انگلیسی: Battle of Wawon) یک عملیات با هدف تأخیر در پیشروی طی جنگ کره بود که از ۲۷ تا ۲۹ نوامبر ۱۹۵۰ در حوالی واون در کره شمالی کنونی رخ داد. پس از فروپاشی جناح راست ارتش هشتم ایالات متحده آمریکا در طول نبرد رودخانه چونگ‌چون، ارتش خلق چین با ۳۸ سپاه در یک تلاش سریع برای قطع مسیر عقب‌نشینی نیروهای سازمان ملل متحد به سمت محل جاده مهم در کُنوری پیشروی کرد. در آنچه که اولین اقدام جنگی ترکیه پس از جنگ جهانی اول به حساب می‌آمد، تیپ تُرک تلاش کرد تا پیشرفت چین را در واون به تأخیر بیندازد. اگرچه در طول نبرد تیپ تُرک پس از محاصره توسط نیروهای چینی به دلیل تعداد نفرات بسیار زیاد چینی‌ها از کار افتاد، ولی آنها موفق به شکستن محاصره چینی‌ها و پیوستن دوباره به لشکر ۲ پیاده آمریکا شدند. مقاومت شدید نیروهای تُرک باعث تأخیر در پیشروی ارتش چین شد و به نیروهای دیگر سازمان ملل کمک کرد بدون متحمل شدن خسارات زیاد، عقب‌نشینی کرده و بعداً در ماه دسامبر دوباره جمع شوند.

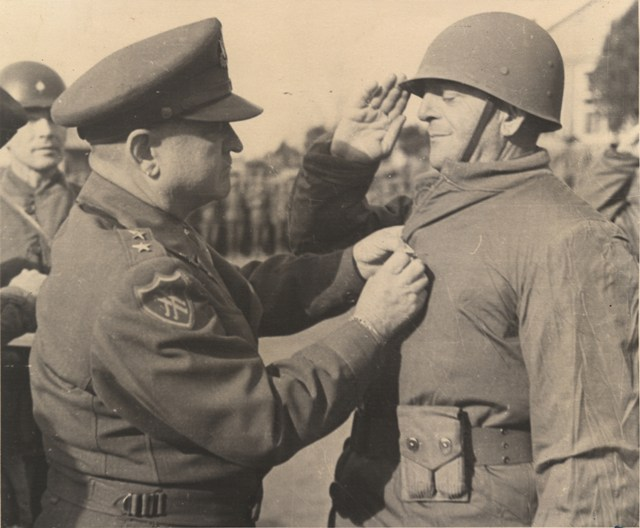
فرمانده تیپ تُرک، تحسین یازیچی، در حال دریافت مدال از ژنرال آمریکایی والتون واکر

## پیشینه
پس از انهدام ارتش خلق کره (KPA) تا میانه سال ۱۹۵۰، چین وارد جنگ کره شد و ارتش داوطلب خلق چین (PVA) را علیه نیروهای سازمان ملل در کره اعزام کرد که در آن زمان بسیار نزدیک به مرز چین بودند. در یک سری حملات غافلگیرانه، ارتش داوطلب خلق چین توانست فلانک راست ارتش هشتم ایالات متحده را با نابود کردن سپاه دوم جمهوری کره (ROK)، فلج کند و پیشروی‌های سازمان ملل به سمت رود یالو را تا ۴ نوامبر ۱۹۵۰ به‌طور کامل متوقف کند. با وجود جدیت این شکست، ژنرال داگلاس مک‌آرتور بی‌وقفه دستور داد که ارتش هشتم حمله عملیات به خانه تا کریسمس را در ۲۴ نوامبر ۱۹۵۰ آغاز کند. به عنوان بخشی از این حمله، تیپ ترکیه‌ای که به تازگی وارد شده بود به عنوان نیروی ذخیره سپاه نهم ایالات متحده (IX Corps) منصوب شد و مستقیماً پشت مرکز پیشروی‌های ارتش هشتم قرار گرفت.
با وجود خوش‌بینی مک‌آرتور، یک حمله متقابل عظیم ارتش داوطلب خلق چین بلافاصله در شب ۲۵ نوامبر آغاز شد. چینی‌ها امیدوار بودند که موفقیت‌های قبلی خود را در برابر ارتش هشتم تکرار کنند و دوباره به سپاه دوم جمهوری کره حمله کردند و فلانک راست سازمان ملل تا ۲۶ نوامبر شکست خورد. با این پیشرفت، فرمانده ارتش داوطلب خلق چین پنگ ده‌هویی دستور داد که سپاه ۳۸ ارتش داوطلب خلق چین به سمت غرب از فلانک راست سازمان ملل پیشروی کند و سپاه نهم ایالات متحده را در تقاطع جاده «کونو-ری» محاصره کند. در پاسخ، تیپ ترکیه‌ای به دستور سپاه نهم ایالات متحده در بعد از ظهر ۲۶ نوامبر مأمور شد که از «کونو-ری» به سمت شرق پیشروی کند.
به دلیل اینکه سربازان ترکیه نه انگلیسی و نه کره‌ای می‌فهمیدند، استقرار تیپ ترکیه‌ای به سرعت با مشکلاتی روبه‌رو شد و عدم وجود اطلاعات دقیق دربارهٔ نیروهای ارتش داوطلب خلق چین به آشفتگی بیشتر دامن زد. در حین پیشروی به سمت شرق، ترک‌ها مجبور شدند که به دلیل سوءتفاهم در دستورالعمل‌های سپاه نهم ایالات متحده، مسافت‌های طولانی را در مناطق روستایی کره طی کنند. در ۲۶ نوامبر ۱۹۵۰، یک ستون از ۲۰۰ سرباز کره‌ای از سپاه ششم پیاده‌نظام جمهوری کره و سپاه هفتم پیاده‌نظام جمهوری کره که از توکچون در حال فرار بودند، توسط یک گردان ترکیه‌ای که اولین کسانی بودند که به واوون رسیدند، مورد حمله قرار گرفتند، این حادثه زمانی رخ داد که ترک‌ها کره‌ای‌ها را با چینی‌ها اشتباه گرفتند. به دلیل اطلاعات غلط، ترک‌ها انتظار داشتند که در جایی از جاده با چینی‌ها روبه‌رو شوند.
این رویداد به اشتباه توسط رسانه‌های آمریکایی و اروپایی به عنوان یک پیروزی ترکیه‌ای برچینی‌ها گزارش شد و حتی پس از فاش شدن حقیقت برای آمریکایی‌ها، رسانه‌ها هیچ تلاشی برای اصلاح داستان نکردند. در شب ۲۷ نوامبر، تیپ ترکیه‌ای خسته وارد روستای واوون در شرق «کونو-ری» شد و طه‌سین یازسیس از تیپ ترکیه‌ای دستور داد که یک محاصره نیم‌دایره‌ای به سمت شمال‌شرقی ایجاد شود.

## نبرد
در شب ۲۷ نوامبر، ارتش داوطلب خلق چین (PVA) دسته ۱۱۴ از سپاه ۳۸ چین تحت فرماندهی ژای ژونگ‌یو به کمین رفته و پیش‌دسته شناسایی تیپ ترکیه‌ای را نابود کردند، و این امر کل تیپ را در وضعیت دشواری قرار داد. با علم به اینکه حمله چینی‌ها قریب‌الوقوع است، پیش‌دسته تیپ سریعاً مواضع دفاعی را در جاده‌ای که به واوون می‌رسید، اتخاذ کرد. آنها به زودی با گردان ۳۴۲ از دسته ۱۱۴ چین روبرو شدند و چینی‌ها حملات خود را متمرکز کردند تا خط دفاعی ترکیه‌ای‌ها را بشکنند. آتش سنگین ترکیه‌ای‌ها توانست حملات چینی‌ها را دفع کند، اما گردان حمله‌کننده همچنان به سمت جناح چپ مدافعان پیشروی کرد. تا غروب ۲۸ نوامبر، کل پیش‌دسته در محاصره چینی‌ها قرار گرفت و نبرد با شمشیر و چاقو درگرفت که منجر به ۴۰۰ کشته برای ترک‌ها شد. با مشاهده اینکه واوون توسط تپه‌هایی که توسط چینی‌ها اشغال شده بودند، محاصره شده است، یازسیس دستور داد که تیپ ترکیه‌ای به سمت غرب به فاصله ۵ کیلومتر (۳٫۱ مایل) به روستای «سینیم-ری» عقب‌نشینی کند.
هنگامی که تیپ ترکیه‌ای در شب عقب‌نشینی کرد، گردان ۳۴۲ چین به سرعت از پشت سر آن را تعقیب کرد. هنگام رسیدن به «سینیم-ری»، چینی‌ها بلافاصله با حمله به واحدهای توپخانه و گردان سوم، تیپ را محاصره کردند. در همان زمان، ارتباط میان ستاد ترکیه‌ای‌ها و گردان‌های آنها قطع شد و بقیه تیپ از دنیای بیرون جدا شدند. با وجود مشکلات، ترک‌ها با سرسختی جنگیدند تا اینکه مهمات آنها تمام شد. نبرد شدید باعث شد چینی‌ها درخواست اعزام گردان ۳۴۰ برای تقویت گردان ۳۴۲ را بدهند. با وجود مقاومت سخت، ترک‌ها تا صبح ۲۹ نوامبر نزدیک به محاصره کامل بودند و تنها یک حمله هوایی به موقع به آنها اجازه داد که از محاصره فرار کنند. پس از نبرد، تیپ ترکیه‌ای کاملاً تجزیه شد و بیشتر تجهیزات و وسایل نقلیه آنها از دست رفت.
با ورود دسته دوم پیاده‌نظام ایالات متحده به «کونو-ری» در شب ۲۸ نوامبر، بازماندگان تیپ ترکیه‌ای به سمت «کونو-ری» عقب‌نشینی کرده و به گردان ۳۸ پیاده‌نظام ایالات متحده از دسته دوم پیاده‌نظام پیوستند.
اگرچه سپاه نهم ایالات متحده توانست به‌طور ایمن به «کونو-ری» عقب‌نشینی کند، اما مصیبت‌های تیپ ترکیه‌ای تمام نشده بود. در ۲۹ نوامبر، ترک‌هایی که از «سینیم-ری» خارج شده بودند، در حال عقب‌نشینی در وضعیتی کاملاً آشفته بودند، و گردان ۳۸ پیاده‌نظام ایالات متحده ترک‌های بازمانده از کمین را که در حال ورود به «کونو-ری» بودند، پیدا کرد. تا عصر ۲۹ نوامبر، دسته ۱۱۴ چین با دسته ۱۱۲ از سپاه ۳۸ به هم پیوست و حملات خود را علیه تیپ ترکیه‌ای و گردان ۳۸ ایالات متحده از سر گرفتند. چینی‌ها با حمله به کرانه جنوبی رودخانه کائچئون، ترک‌ها را از جناح خود دور زدند و سپس از رودخانه در مناطق عقب‌نشینی سازمان ملل عبور کردند. با مشاهده این پیشرفت، طه‌سین یازسیس دستور داد که عقب‌نشینی صورت گیرد، که این امر جناح راست گردان ۳۸ پیاده‌نظام را کاملاً بدون پوشش رها کرد. شکست ترکیه‌ای‌ها در پونگ‌میانگ‌نی باعث ایجاد آشفتگی شد زیرا عقب‌نشینی ترک‌ها جناح راست گردان ۳۸ را در معرض خطر قرار داد و جمعیت آشفته ترک‌ها مانع از آن شد که گردان یکم جایگزین جناح در معرض خطر گردان ۳۸ شود، پس از آنکه سرهنگ جورج بی. پپلو دستور داد که این جناح پوشش داده شود. در همان زمان، دسته ۱۱۳ از سپاه ۳۸ در حال قطع «کونو-ری» از جنوب بود و به‌طور کامل دسته دوم ایالات متحده و تیپ ترکیه‌ای را در «کونو-ری» محاصره کرده بود. در نبردها و عقب‌نشینی‌های بعدی با دسته دوم ایالات متحده، تیپ ترکیه‌ای به‌طور مؤثری به عنوان یک واحد رزمی نابود شد و ۲۰ درصد از نفرات آن کشته یا زخمی شدند.

## تحلیل
کلی بلیر و پال فریمن معتقد بودند که تیپ ترکیه‌ای «نیروهایی نادیده گرفته شده، به‌خوبی رهبری نشده و کم‌تجربه» بودند که «شکست خوردند و فرار کردند» و آن‌ها را به خاطر عدم محافظت از جناح راست ارتش هشتم ایالات متحده سرزنش کردند. با این حال، مورخ بِوین الکساندر یادآور شد که با توجه به اینکه تیپ ترکیه‌ای تنها نیروی سازمان ملل در بین واوون و «کونو-ری» بود، ناتوانی چینی‌ها در تصرف «کونو-ری» قبل از رسیدن دسته دوم پیاده‌نظام ایالات متحده به این معنا بود که ترک‌ها مأموریت اصلی خود را انجام داده و عقب‌نشینی سپاه نهم ایالات متحده را پوشش داده‌اند.
ژنرال طه‌سین یازسیس گزارش کرده است که از سوی فرماندهان ایالات متحده در مورد عقب‌نشینی ارتش ایالات متحده مطلع نشده بود و در جریان عقب‌نشینی آن‌ها، فرماندهان تانک‌های ایالات متحده که از واحدش حمایت می‌کردند، از حمله به دشمن در چندین نوبت خودداری کرده بودند؛ بنابراین نیروهای او مجبور شدند برای شکستن محاصره، حملات با چاقو و سرنیزه  را انجام دهند. این جنگ تن به تن و خونبار منجر به صدها کشته شد. یازسیس در ادامه بیان کرده  که تنها واحداز کل نیروهای  ایالات متحده که از آنها قدردانی کرده بود، واحد پزشکانو امدادگران رزمی ارتش ایالات متحده بود.

## پیامدها
با وجود تلفات سنگین، فداکاری تیپ ترکیه‌ای از سوی ارتش هشتم ایالات متحده فراموش نشد. در ۱۳ دسامبر ۱۹۵۰، ژنرال والتون واکر، فرمانده ارتش هشتم ایالات متحده، ۱۵ مدال ستاره نقره‌ای و ستاره برنز به تیپ ترکیه‌ای به دلیل شجاعت در برابر چینی‌ها اعطا کرد و این مناسبت با افتخار از سوی سربازان ترکیه‌ای در کره به یاد سپرده شد.